# Octave Pirmez
Octave Pirmez (19. dubna 1832 Châtelet – 30. dubna 1883 Château d'Acoz, Belgie) byl belgický spisovatel, filozof, básník, esejista a amatérský archeolog.

## Život
Byl synem Benjamina Pirmeze a Irénée Drion. Navštěvoval střední školu na Collège Saint-Michel v Bruselu a Collège Notre-Dame de la Paix v Namuru. Tam potkal Féliciena Ropse, se kterým se zpřátelil. V 19 letech vstoupil na univerzitu v Bruselu, kde studoval práva. Po smrti svého otce, když mu bylo třiadvacet, začal pobyt doma střídat s prázdninovými cestami do Francie, Německa a Itálie. Celý život byl svobodný.
V roce 1858 jeho ovdovělá matka koupila zámek Acoz ve stejnojmenné vesnici v Henegavsku ve Valonsku. To pak byl jeho domov po zbytek jeho života.V roce 1865 Pirmez, který byl nejen spisovatelem, ale i amatérským archeologem, odkryl v zámeckém lese merovejský hřbitov s dvaceti pěti hroby. Byly nalezeny zbraně a různé bronzové předměty. V roce 1876 také nalezl sto padesát římských mincí.
Pirmez byl odtažitý a přemýšlivý muž, ovlivněný francouzskými spisovateli jako byl Jean-Jacques Rousseau nebo François René de Chateaubriand, jejichž melancholie ho oslovila, stejně jako jejich láska k přírodě. Pirmez se dále zajímal o Michela de Montaigne, Blaise Pascala a Alphonse de Lamartine. Byl pesimistický ohledně člověka, protože věřil, že lidský rozum není schopen ovládat city a vášně. Pirmezova tvorba se vyznačuje stylistickou elegancí a čistotou.

## Dílo (výběr)
- 1852: La saison des roses
- 1862: Feuillées, pensées et maximes
- 1863: Victor Hugo
- 1865: Souvenir de Rome
- 1869: Jours de solitude
- 1873: Heures de philosophie
- 1880: Rémo, Souvenirs d’un frère
- 1881: Heures de philosophie

Některé z Pirmezových prací byly zveřejněny po jeho smrti:
- 1883: Jours de solitude
- 1884: Lettres à José